# Rivière Harton
Pour les articles homonymes, voir Harton.
La rivière Harton coule dans les municipalités de Saint-Mathieu-de-Rioux, de Sainte-Françoise et de Trois-Pistoles, dans la municipalité régionale de comté (MRC) des Les Basques, dans la région administrative du Bas-Saint-Laurent, au Québec, au Canada.
Ce ruisseau se déverse sur le littoral sud-est du fleuve Saint-Laurent, au cœur du village de Trois-Pistoles.

## Géographie
La rivière Harton prend sa source de ruisseaux agricoles dans le 3e rang Ouest, dans Saint-Mathieu-de-Rioux, soit dans la plaine riveraine du littoral sud-est de l'estuaire du Saint-Laurent. Cette source est située à 4,8 km au sud-est du littoral sud-est de l'estuaire du Saint-Laurent, à 9,2 km à l'est du centre du village de Trois-Pistoles, à 1,1 km au nord-ouest du lac Saint-Mathieu (longueur : 5,3 km ; altitude : 114 m). Dans sa zone de tête, la rivière Harton coule en parallèle, du côté sud du ruisseau des Prairies.
La rivière Harton descend d'abord vers le sud-ouest à travers des zones agricoles en drainant la zone située à l'ouest du chemin du 2e rang Centre (route 293), puis en traversant la partie ouest du village de Trois-Pistoles. 
La rivière Harton coule sur 10,7 km répartis selon les segments suivants :
- 2,1 km vers le sud-ouest en zone agricole dans Saint-Mathieu-de-Rioux, jusqu'à la limite de Sainte-Françoise ;
- 1,8 km vers le sud-ouest dans Sainte-Françoise, jusqu'à la route Tobie-Rioux ;
- 3,4 km vers l'ouest, jusqu'à la route du 2e Rang Est ;
- 1,9 km vers le nord-ouest, en constituant la limite en fin de segment entre Sainte-Françoise et Trois-Pistoles, jusqu'à la route 132 ;
- 0,6 km vers le nord-ouest, en passant du côté est du village de Trois-Pistoles, jusqu'à la rue Notre-Dame-Est ;
- 0,9 km vers le nord-ouest, en traversant la voie ferrée du Canadien National, jusqu'à sa confluence[3].

La rivière Harton se déverse sur les battures (jusqu'à 1,1 km à marée basse) du littoral sud-est de l'estuaire maritime du Saint-Laurent dans la municipalité de Trois-Pistoles. Cette confluence est située du côté est d'une baie (longue de 1,9 km sur le littoral). Cette baie est délimitée à l'est par les Îlets d'Amour et la pointe d'Amours ; à l'ouest par une presqu'île qui s'avance dans le fleuve vers le nord-est.

## Toponymie
Le toponyme « Rivière Harton » a été officialisé le 11 juin 1982 à la Commission de toponymie du Québec